# L'evidenza
L'evidenza è il secondo album in studio di Diego Mancino, pubblicato il 21 marzo 2008. Il singolo Tutte le distanze ha preceduto l'uscita dell'album. Il secondo estratto è Milano e l'impossibile. A parte te è il terzo singolo pubblicato.

## Tracce
1. Tutte le distanze – 3:24
2. Le cose inutili – 3:40
3. L'evidenza sta crollando – 3:14
4. Satellite – 3:31
5. Niente di meglio da fare – 3:02
6. La prima volta – 3:13
7. L'amore è freddo – 2:57
8. Milano e l'impossibile – 4:13
9. Una torta in cielo – 3:15
10. Sonnambulo – 3:25
11. A parte te – 3:38
12. Soli non si è mai – 5:01